# Julius von Roeder
Pour les articles homonymes, voir Roeder.
Julius August Heinrich Edwin von Roeder (né le 7 janvier 1808 à Grottkau et mort le 28 mai 1889 à Wiesbaden) est un lieutenant général prussien et gouverneur de la forteresse de Mayence.

## Biographie

### Origine
Ses parents sont le général de division prussien Heinrich von Roeder (de) (1742-1831) et sa seconde épouse Sophie Henriette Christiane, née Trützschler von Falkenstein (de) (1762-1838). Trois autres frères, Maximilian Eugen (1782-1844), Karl (de) (1787-1856) et Hermann (1797-1857), deviennent également généraux prussiens.

### Carrière militaire
Roeder étudie aux maisons des cadets de Potsdam et de Berlin à partir de 1819. Le 8 avril 1825, il est transféré au 2e régiment de grenadiers de l'armée prussienne à Berlin en tant que sous-lieutenant. Roder est diplômé de l'École générale de guerre en 1829/32 et a été affecté au bureau topographique de 1837 à 1839. En tant que premier lieutenant, Roeder est professeur à la maison des cadets de Berlin de 1841 à 1846, est promu capitaine le 12 octobre 1846 et nommé le 13 avril 1847 chef de la 6e compagnie de son régiment. Pendant la révolution de 1848, il est membre de la Garde du château et participe à la répression du soulèvement des barricades (de).
Il participa à la guerre du Schleswig avec le régiment et est grièvement blessé par balle dans l'abdomen lors de la bataille de Schleswig (de) le 23 avril 1848. Roeder se rétablit rapidement et revient au front après quelques semaines. En 1851, il est promu major et en 1852, il reçoit le commandement du 1er bataillon. En 1855, il devient commandant en second du 1er bataillon du 1er régiment de la Garde de la Landwehr à Berlin. En 1856, il est promu lieutenant-colonel et en 1858, il devient commandant du 5e bataillon de chasseurs à pied (de) à Görlitz. Le 17 février 1859, il est chargé de diriger le 10e régiment de grenadiers à Posen. Avec sa promotion au grade de colonel, Roeder est nommé commandant du régiment le 31 mai 1859. En juillet 1860, l'unité reçoit un nouveau nom. Avec ce changement de nom, le 10e régiment de grenadiers s'installe dans sa nouvelle garnison à Schweidnitz et Reichenbach (bataillon de fusiliers). Sous la position à la suite du régiment, Roeder est chargé le 10 mars 1863 du commandement de la 12e brigade d'infanterie et est promu le 17 mars 1863 au grade de Generalmajor et nommé commandant de cette brigade.
Roeder participe à la guerre contre le Danemark avec sa grande unité en 1864 et peut également se distinguer le 18 avril 1864 lors de la bataille de Düppel. Il réussit ensuite à passer sur l'île d'Alsen. Avec la brigade « Groeben », il réussit à vaincre les réserves danoises quelques heures après la traversée. Pour la campagne, Roeder reçoit l'ordre Pour le Mérite ainsi que la croix de Commandeur de l'ordre de Léopold avec décorations de guerre. À son retour de la campagne, son casque est décoré d'une couronne de laurier par la grande-duchesse Alexandrine de Mecklembourg. Il appréciait tellement ce symbole qu'il précise dans son testament que cette couronne lui sera remise dans son cercueil.
En janvier 1866, il est nommé inspecteur des garnisons des forteresses fédérales de Mayence et Rastatt (de). Pour se mobiliser pour la guerre de 1866, lui et son état-major sont placés sous le commandement du gouverneur militaire de la province de Rhénanie et de la Westphalie. Roeder est alors chargé d'occuper le duché de Nassau. Du 22 juillet au 6 août 1866, il commande Francfort-sur-le-Main. Après la guerre, il est nommé gouverneur de la forteresse de Mayence le 13 septembre et promu lieutenant général à ce poste le 20 septembre 1866. Roeder reçoit ensuite l'Étoile de l'ordre de l'Aigle rouge de 2e classe avec feuilles de chêne et épées sur l'anneau ainsi que la Grand-Croix de l'ordre de Philippe le Magnanime avec épées. Comme il souffre beaucoup des conséquences de sa grave blessure en 1848, Roeder reçoit le 2 juillet 1868 la croix de Commandeur de l'ordre de la Maison Royale de Hohenzollern et une pension légale.

### Famille
Roeder se marie avec Konstanze baronne von Medem (1808-1883) à Berlin le 16 octobre 1838. Le mariage donne naissance à quatre enfants. Son fils unique meurt pendant la guerre contre la France comme premier lieutenant de la 46e régiment d'infanterie à la bataille de Sedan.